# Ghantakarna ćaturdaśi
Ghantakarna ćaturdaśi (Gathamungal, ang. Ghanta Karna Chaturdasi, Ghanta Karna Chaturdashi) – hinduistyczne święto newarskie. Upamiętnia pokonanie demona nazywanego imieniem Ghantakarna.
Ghantakarna („Dzwoniące uszy”) zwykł nosić na uszach dzwonki (ghanta), które swym dźwiękiem zagłuszały imię boga Wisznu, największego wroga demona. Legenda głosi, że Wisznu zamieniwszy się w żabę, zwabił demona do głębokiej studni, z której nie zdołał uciec przed zemstą ludzi.
Ghantakarna ćaturdaśi obchodzone jest czternastego dnia (ćaturdaśi) ciemnej połowy miesiąca Śrawan nepalskiego kalendarza.
W dzień święta chłopcy dekorują łuki zielonymi liśćmi i na ulicach zbierają pieniądze na przeprowadzenie pogrzebu demona.
W trakcie nocnej części obchodów święta, spalana jest podobizna Ghantakarny.